# 마리스 베르파코우스키스
마리스 베르파코우스키스(라트비아어: Māris Verpakovskis, 1979년 10월 15일~)는 라트비아의 축구 선수이자 경영인으로 현재 비르스리가의 팀인 리가 FC의 단장을 맡고 있다. 2003년과 2004년에 라트비아 올해의 축구 선수로 선정되었으며, 역대 라트비아 국가대표팀 선수 중 A매치 최다 득점 기록 보유자이기도 하다.

## 클럽 경력
1995년 FK 리에파야스 메탈루르크스의 전신인 FK 발티카 입단을 통해 프로에 입문한 후 고국인 라트비아를 비롯해 우크라이나, 스페인, 크로아티아, 그리스, 아제르바이잔의 11팀에서 통산 338경기 84골을 기록했다. 특히 스콘토 FC 시절이던 2000년부터 2003년까지 4시즌동안 77경기에서 41골을 터뜨리며 팀의 비르스리가 2회 우승과 라트비아컵 2회 우승에 일조했고 디나모 키예프 소속 시절이던 2003년부터 2011년까지 9시즌동안 49경기에서 11골을 터뜨려 우크라이나 프리미어리그 2004 시즌 우승과 우크라이나컵 2회 연속 우승에도 기여했다. 그리고 FK 바쿠 시절이던 2011년부터 2013년까지 3시즌동안 비록 27경기에서 3골에 그쳤지만 팀의 2012 아제르바이잔컵 우승의 기쁨을 함께 했다. 이후 FK 리에파야 이적을 통해 11년만에 고국으로 돌아와서 팀의 비르스리가 2015 시즌 우승에 힘을 보탰고 2019년 FC 리가를 끝으로 24년간의 선수 생활을 마무리했다. 여담으로 2003-04 시즌 올해의 선수에 선정됐고 2004년에는 디나모 키예프를 우크라이나 프리미어리그 우승을 이끈 공을 인정받아 구단에서 선정한 올해의 선수상에 뽑히는 영예를 안았다.

## 국가대표팀 경력
1999년 9월 9일 그리스와의 친선 경기에서 국제 A매치 데뷔전을 가졌고 팀은 이 경기에서 2-1로 승리했다. 이후 UEFA 유로 2004 예선에서 6골을 터뜨려 팀의 사상 첫 메이저 대회 본선 진출을 이끌었고 이후에도 2006년 FIFA 월드컵 유럽 지역 예선과 2010년 FIFA 월드컵 유럽 지역 예선에도 출전했다. 그리고 2013년 9월 그리스와의 2014년 FIFA 월드컵 유럽 지역 예선 G조 9차전에서 100번째 경기에 출전하며 센추리클럽 가입을 이뤄낸 8번째 라트비아 선수가 되었다. 그리고 2014년을 끝으로 15년간의 국가대표팀 생활을 마감했다. 여담으로 발틱컵에서 4번의 우승을 맛보았고 2003년과 2004년 2회 연속 라트비아 올해의 선수상에 선정되기도 했다.

## 수상

### 클럽
- 스콘토 FC
  - 비르스리가 우승: 2001, 2002
  - 라트비아컵 우승 : 2001, 2002
- FC 디나모 키예프
  - 우크라이나 프리미어리그 우승: 2004
  - 우크라이나컵 우승 : 2005, 2006

### 국가대표팀

#### 라트비아
- 발틱컵 우승 : 2001, 2003, 2008, 2014

## 같이 보기
- A매치 100경기 이상 출전한 축구 선수 명단